# Korona norweska
Korona norweska – jednostka monetarna w Norwegii.
W jęz. norweskim korona nazywa się krone (liczba mnoga: kroner). 1 korona dzieli się na 100 øre (w l. mn. i poj.), choć nie funkcjonuje już ono w formie gotówki. Międzynarodowy kod (→ ISO 4217) waluty norweskiej to NOK.

## Nominały
W 2025 roku w obiegu znajdują się monety o nominałach 1 korona i 5, 10, 20 koron oraz banknoty 50, 100, 200, 500 i 1000 koron.

## Historia
Korona jako środek płatniczy została wprowadzona w Norwegii w 1875 roku w związku z przystąpieniem tego kraju do Skandynawskiej Unii Monetarnej (zawiązanej w 1873 r.). Do Unii oprócz Norwegii należały Szwecja oraz Dania. Unia rozpadła się po pierwszej wojnie światowej, jednak państwa skandynawskie postanowiły zachować nazwę waluty – dlatego jednostka monetarna w Szwecji i Danii również nazywa się koroną.
W 2012 roku ostatecznie wycofano z obiegu øre. W 2017 zostały wprowadzone do obiegu banknoty 100 i 200 koron w nowym wzorze, w  2018 nowe 50 i 500 koron, a w 2019 1000 koron. W dniu 15 listopada 2020 z obiegu ostatecznie wyszły stare banknoty serii VII.